# Županijska cesta Ž4036
Ž4036, županijska cesta u sjeverozapadnoj  Baranji u smjeru istok-zapad koja spaja državnu cestu D7 i naselje Šećeranu, dugačka 1,7 km. Od državne ceste D7 odvaja se nadesno između Branjinog Vrha i Belog Manastira. U Šećerani se križanjem veže na lokalnu cestu (koja vodi na jug) L44008 (Ž4036 - Šećerana - Šumarina /Ž4035/). Iz istog križanja jedan odvojak vodi na tzv. venemu bivše Tvornice šećera, a drugi do Šećeranskog jezera. Uz južni rub te ceste nalazi se šećeransko groblje, dok je sjeverno do nje govedarska farma "Mala Karašica".
Ta županijska cesta, skupa s lokalnom cestom L44008 i županijskom cestom Ž4035, služi kao sjeverozapadna obilaznica Belog Manastira jer povezuje državne ceste D7 (iz smjera Kneževa i Mađarske) i D517 između Belog Manastira i Širina (u smjeru Belišća).
Izvor:
- Odluka o razvrstavanju javnih cesta u državne ceste, županijske ceste i lokalne ceste, Ministarstvo pomorstva, prometa i veza, Zagreb, 6. srpnja 1999.
- Leksikon naselja Hrvatske